# شركة تازيازت موريتانيا المحدودة
شركة تازيازت موريتانيا المحدودة هي شركة تابعة لشركة كينروس الكندية وتعمل على استخراج الذهب من منجم تازيازت الذي يبعد 350 كلم عن شمال العاصمة الموريتانية انواكشوط.

## التاريخ
بدات شركة لاندين البريطانية عمليات التنقيب بعد حصولها على رخصة من الحكومة الموريتانية واكتشفت احتياطات هائلة من الذهب في تازيازت لكنها باعت انشطتها لشركة ريد باك ماينينغ الكندية red back mining بـ 600 مليون دولار أمريكي هذه الأخيرة بدات انشطة الاستغلال حيث استثمرت 210 مليون دولار أمريكي لاقامة مصنع ومجمع لمعالجة الصخور إضافة لبعض الملحقات مثل شبكة مياه وكهرباء للمصنع بدات الشركة عمليات الاستغلال سنة 2008 وبعد سنتين قامت مجموعة كينروس للذهب الكندية بشرائها بمبلغ 7 مليارات دولار.

## الانشطة والمبيعاتها
تقوم الشركة باستخراج الذهب من صخور تازيازت بعد المعالجة تحصل الشركة على المعدات من ميناءالصداقة بانواكشوط عبر الطريق السريع الوطني رقم 1 الرابط بين انواكشوط وانواذيبو بينما تحصل على الوقود من انواذيبو.
باعت الشركة ما يقدر بـ 150 الف اونصة من الذهب وحققت رقم معاملات يقدر ب مليار دولار منها 65% ارباح، وحصلت موريتانيا على 65 مليون دولار كضرائب على الشركة سنة 2009.

## الخطط المستقبلية
تنفذ شركة كينروس برنامج لتطوير منجم تازيازت ليصل إنتاجه إلى 1.5 مليون اونصة ذهب خلال الثمان سنوات الأولى وسينتهي المشروع بداية سنة 2014 مما سيدر على الشركة مدخول سنويا يقدر ب 2.5 مليار دولار سنويا منها 300 مليون دولار نصيب الحكومة الموريتانية و 50 مليون دولار نصيب ولاية داخلت انواذيبو.